# Єрденево (присілок, Калузька область)
Єрденево (рос. Ерденево) — присілок в Малоярославецькому районі Калузької області Російської Федерації.
Населення становить 201 особу. Входить до складу муніципального утворення Присілок Єрденєво.

## Історія
Від 2004 року входить до складу муніципального утворення Присілок Єрденєво.

## Населення
| 2002 | 2010 |
| ---- | ---- |
| 331  | ↘201 |